# Fischbrunnen (München)
Der Fischbrunnen ist ein Zierbrunnen auf dem Marienplatz in der Altstadt von München. Seine Geschichte lässt sich bis ins Mittelalter nachverfolgen. Beim modernen Fischbrunnen von Josef Henselmann aus dem Jahr 1954 wurden Teile des im Krieg zerstörten neugotischen Fischbrunnens von Konrad Knoll aus dem Jahr 1865 wiederverwendet.

## Lage
Der Fischbrunnen steht vor dem Haupteingang des Neuen Rathauses auf dem Marienplatz in der Altstadt Münchens. Er ist einer der beliebtesten Treffpunkte in München, insbesondere für Menschen aus dem Münchner Umland.

## Geschichte

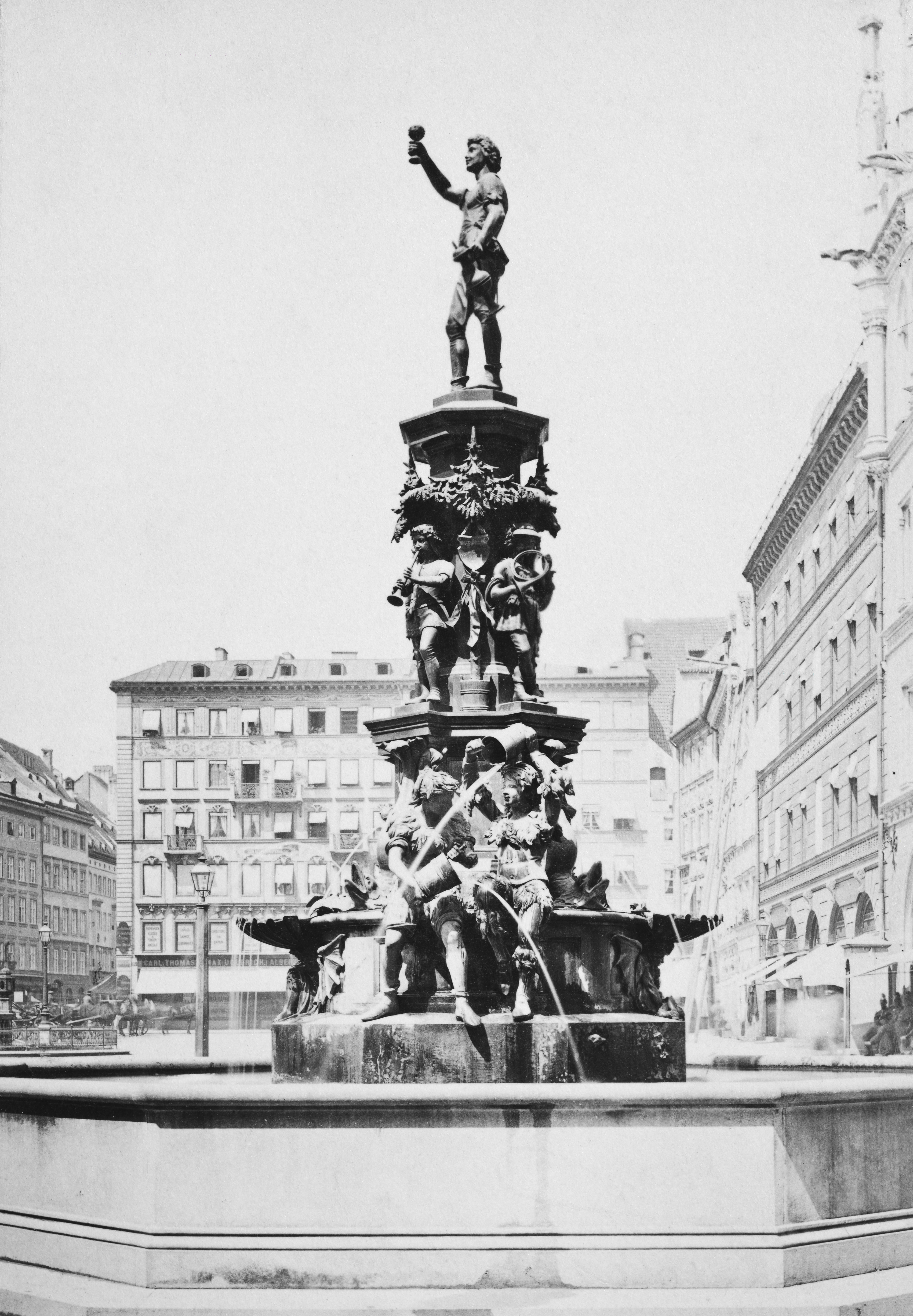
Der Vorgängerbrunnen (1865–1944) von Konrad Knoll

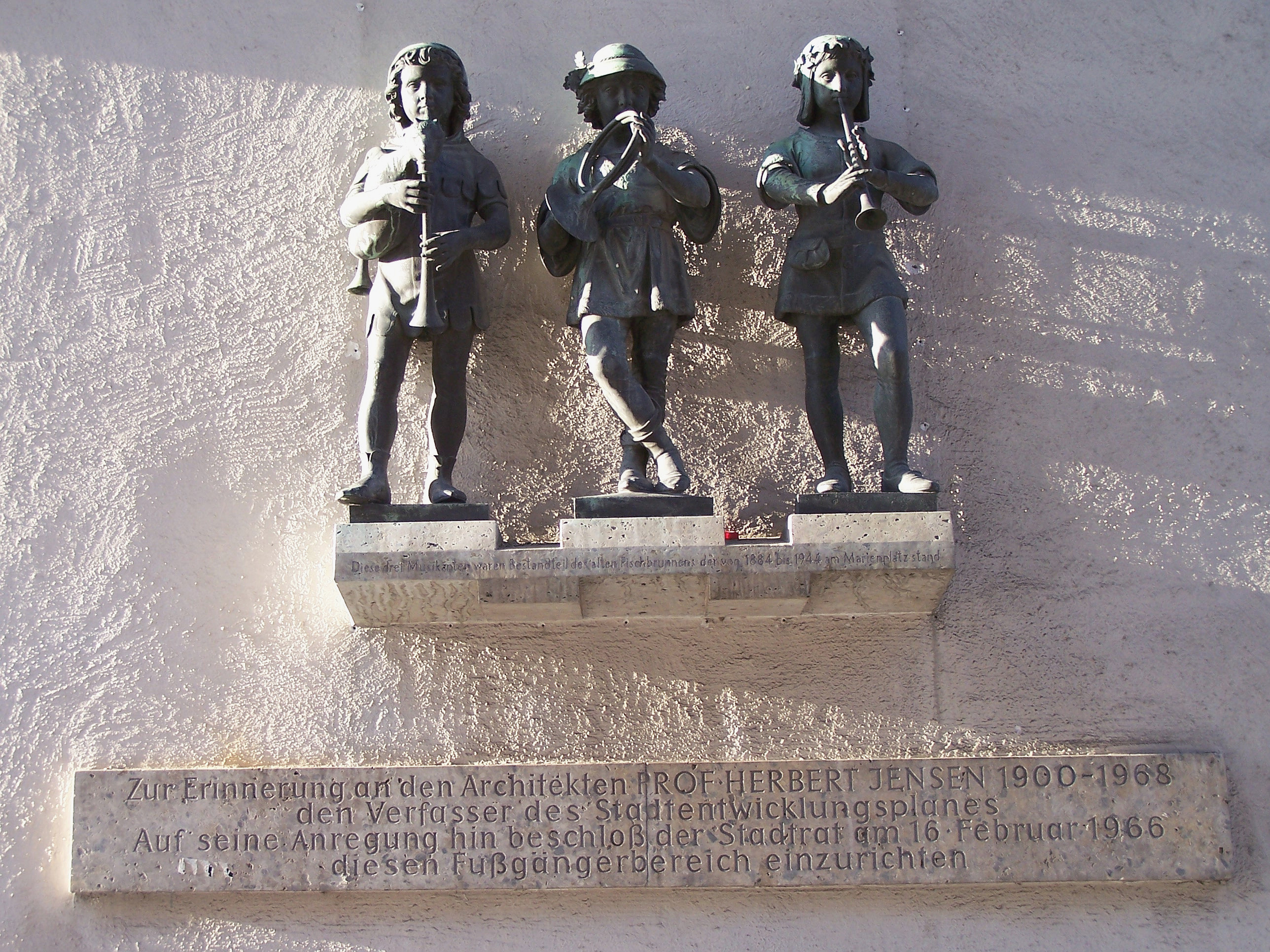
Drei Figuren des Vorgängerbrunnens am Karlstor

Auf dem Schrannenplatz, dem heutigen Marienplatz, ist bereits für das Jahr 1318 ein Brunnen nachgewiesen, dessen genauer Standort sich aber nicht mehr bestimmen lässt. 1343 wird ein „Bürgerbrunnen“ erwähnt, später auch als Marktbrunnen bezeichnet, der sich im nordöstlichen Bereich des Platzes, also bereits an der Stelle des heutigen Fischbrunnens befand. Bei diesen Brunnen handelte es sich noch um Schöpf- oder Ziehbrunnen, die auf das unter der Münchner Innenstadt in relativ geringer Tiefe vorkommende Grundwasser reichten.
Nach Fertigstellung der ersten Wasserleitung, die Wasser von Quellen außerhalb der damaligen Stadt in das Stadtzentrum transportierte, war ab 1471 der Brunnen auf dem Marienplatz der erste und für längere Zeit einzige Brunnen, der an das neue System angeschlossen war und aus vier Messingröhren ständig fließendes Wasser lieferte.
Der Vorgänger des heutigen Fischbrunnens wurde 1862 bis 1865 von Konrad Knoll gestaltet und am 19. September 1866 in Betrieb genommen. Die Bronzeplastiken des neugotischen Brunnens wurden in der Königlichen Erzgießerei Ferdinand von Millers gegossen. Im Fischbrunnen selber standen vier Metzgerburschen, die Wasser in Eimern in den Brunnen schütteten. Über ihnen standen vier musizierende Kinder, zudem stand ganz oben ein Altgeselle mit erhobenem Becher. Seit dem 29. Juli 1884 fließt aus dem Fischbrunnen Wasser aus dem Mangfalltal. Darauf bezieht sich auch die im Beckenrand eingemeißelte Jahreszahl 1884.
Nach der kriegsbedingten fast vollständigen Zerstörung 1944 gestaltete Josef Henselmann 1954 den Brunnen unter Verwendung von drei noch erhaltenen Metzgerfiguren neu. Drei ebenfalls erhaltene Musikanten des Knoll-Brunnens befinden sich heute am Karlstor.
Der Brunnen besteht heute aus einem Nagelfluh-Becken, dessen Mittelsäule von einem bronzenen Fisch des Henselmann-Schülers Otto Kallenbach bekrönt wird. Dieser Fisch erinnert an jene Zeit, als der Marienplatz noch als zentraler Marktplatz diente und die Fischhändler ihre noch lebende Ware in Körben in das frische Brunnenwasser hängten. Drei Metzgerburschen lassen aus ihren Eimern das Wasser ins Becken strömen. Damit spielt die Figurengruppe auf den „Metzgersprung“ (siehe unten) an.
Im Rahmen einer grundlegenden Sanierung im Jahre 1991 wurde der Brunnen wieder mit einer bodennahen Trinkstelle für die Münchner „Zamperl“ ausgestattet. Bei einer Sanierung im Herbst 2011 wurden die Fugen des Beckens neu gedichtet und die Bronzefiguren entkalkt und nachkonserviert. Die Zamperltränke wurde bei der Brunnensanierung von 2021 wieder außer Betrieb genommen und mit Beton verfüllt.

## Traditionen am Fischbrunnen

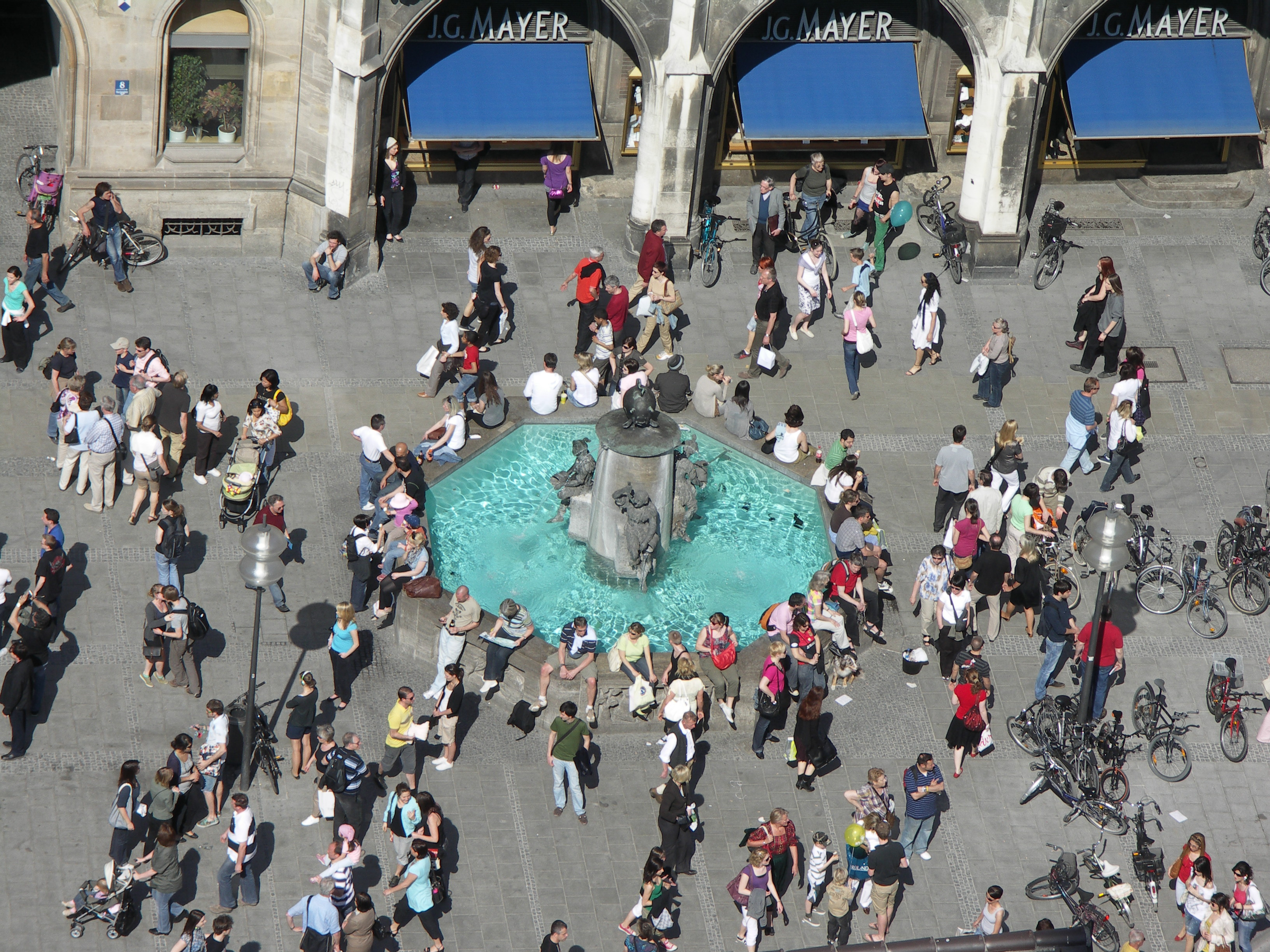
Der heutige Fischbrunnen von oben

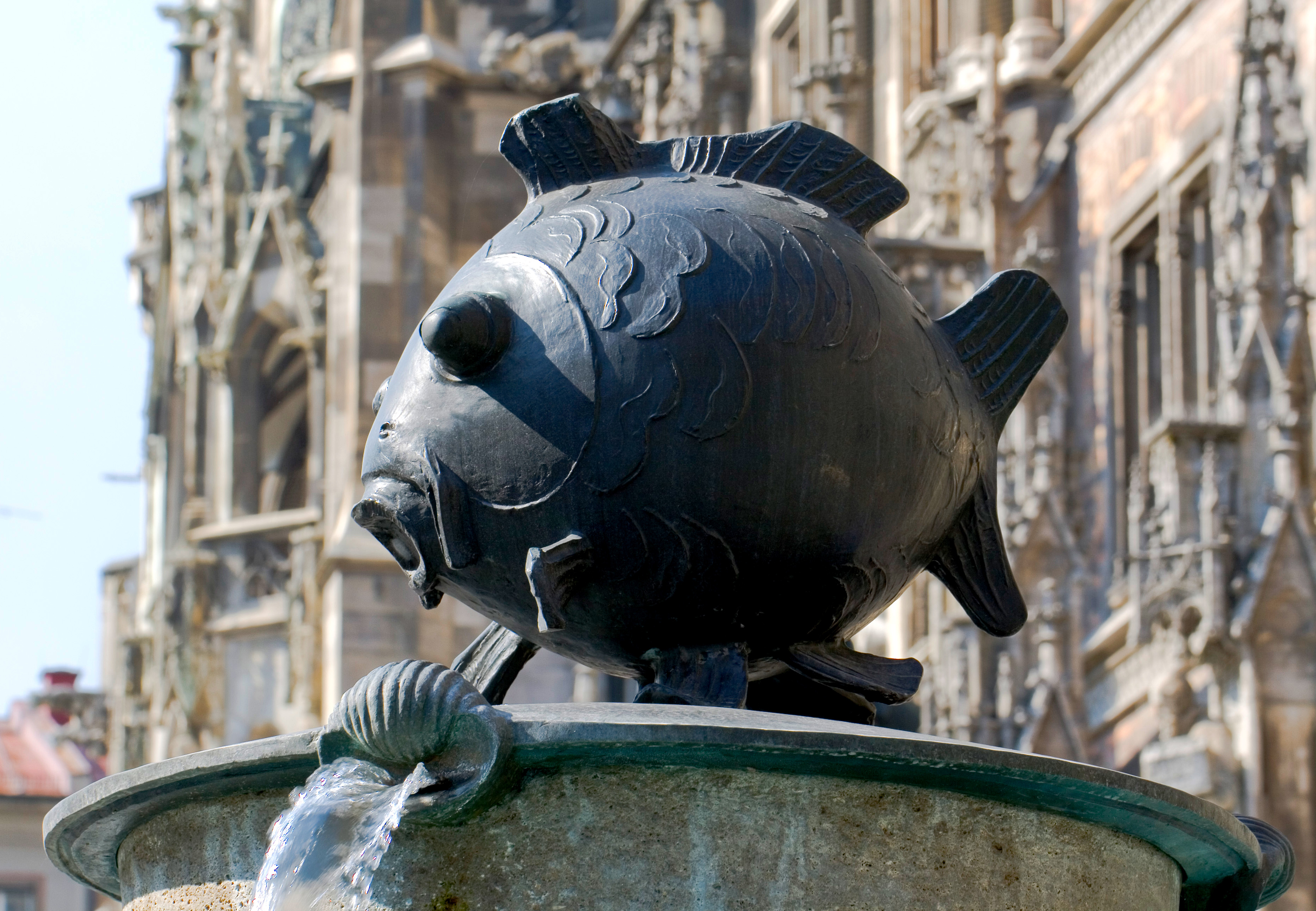
Die Fischfigur auf der Mittelsäule

### Metzgersprung
Am Fischbrunnen wurden bis zum Zweiten Weltkrieg am Rosenmontag die Metzger-Lehrlinge freigesprochen, was heute der Übergabe des Gesellenbriefes als Abschluss der Metzgerausbildung entspricht. Bis ins 19. Jahrhundert wurde dabei der „Metzgersprung“ vollzogen, bei dem sich die Lehrlinge frei- und übermütig ins Wasser des Brunnens stürzten und auch untergetaucht wurden. Beim Auftauchen warfen sie dann Äpfel, Nüsse und Münzen unter die Zuschauer und begossen diese ihrerseits mit Wasser. Beim Metzgersprung dürfte es sich um eine Art Taufe gehandelt haben, da die Lehrlinge dann von ihren Sünden der Jugend (den Jugendsünden) frei waren.
Kurfürst Karl Theodor verbot 1793 den Brauch, den erst König Maximilian II. mehr als ein halbes Jahrhundert später wiederbelebte. Im 20. Jahrhundert wurde die Tradition nur noch sporadisch gepflegt. So verzeichnet die Stadtchronik unter dem 20. Februar 1928 eine Wiederaufführung des historischen Metzgersprungs nach 32-jähriger Pause. Dabei kam es in der unerwartet großen Menschenmenge zu panikartigen Szenen, bei denen sich mehrere Personen Rippenbrüche zuzogen und 174 Erste-Hilfe-Einsätze erforderlich wurden. Den nächsten Metzgersprung gab es erst wieder 1954 aus Anlass der Enthüllung des Henselmann-Fischbrunnens. Der zum 800. Stadtjubiläum im Jahr 1958 geplante Metzgersprung dagegen wurde wegen Verstimmungen im Gefolge eines Lebensmittelskandals abgesagt.
Seit 1995 findet der Metzgersprung wieder regelmäßig, wenn auch nur noch im Dreijahres-Rhythmus, statt, zuletzt am 11. September 2022, davor am 8. September 2019 bzw. am 11. September 2016.

### Geldbeutelwaschen
Am Aschermittwoch wäscht der Münchner Oberbürgermeister, meist zusammen mit dem Stadtkämmerer, das leere Stadtsäckel im Wasser des Fischbrunnens. Damit soll sichergestellt werden, dass es im nächsten Jahr wieder gefüllt ist.
Das Geldbeutelwaschen, dessen Ursprünge sich ins 15. Jahrhundert zurückverfolgen lassen, war ein Brauch der ärmeren Schichten. Vor allem im 19. Jahrhundert verdeutlichten Boten und Gehilfen mit ihm, dass angesichts eines leeren Geldsäckels eine Gehaltsaufbesserung nötig war. In den 1950er-Jahren übertrug Oberbürgermeister Thomas Wimmer die Tradition auch auf den städtischen Geldbeutel.